# Notiobiella mariliae
Notiobiella mariliae är en insektsart som beskrevs av Monserrat 1984. Notiobiella mariliae ingår i släktet Notiobiella och familjen florsländor. Inga underarter finns listade i Catalogue of Life.